# فريش الدسر (جيولوجيا)

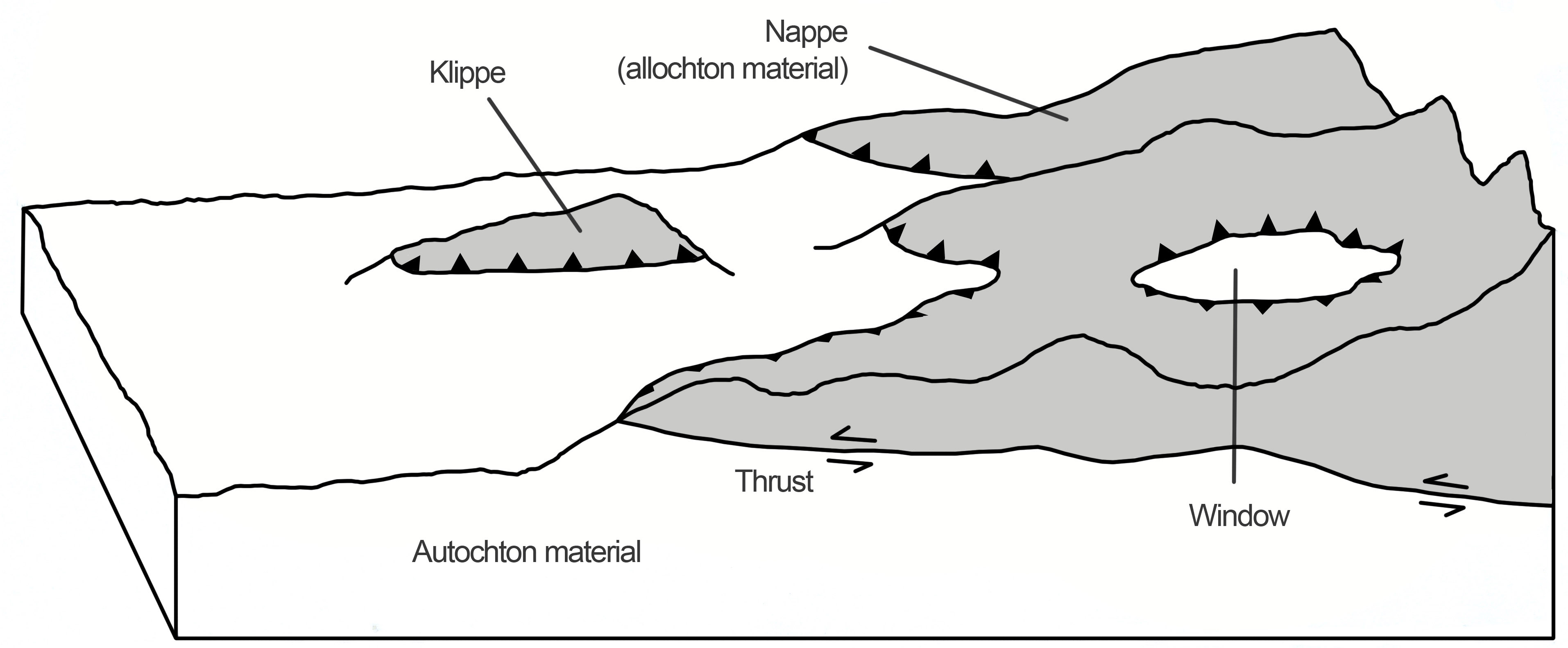
نظرة عامة تخطيطية لنظام الدسر. تسمى كتلة الجدار المعلق (عندما يكون لها نسب معقولة) فريش الدسر الذي يتراكب مع المادة أصلية النشأة (غير المنقولة). يُطلق على الفتحة الموجودة في الفريش والتي تكشف عن المادة أصلية النشأة "نافذة ". الكليبي هو نتوء انفرادي للفريش في منتصف المواد أصلية النشأة.

فريش الدسر أو الطية الغريبة أو الطية المغتربة في الجيولوجيا، عبارة عن جسم هائل من الصخور تحركت من مواضعها الأصلية مسافات إلى أكثر من 2 كيلومتر (1.2 ميل)  أو 5 كيلومتر (3.1 ميل) واستقر فوق صخور غريبة عنه صدع الدسر.
تتشكل الطيات المغتربة في الإعدادات التكتونية الانضغاطية مثل مناطق التصادم القارية أو على الصفيحة الطاغية في مناطق الاندساس النشطة. تتشكل فرش الدسر عندما تُفرض كتلة صخرية (أو "الدسر" ) على كتلة صخرية أخرى، عادةً على مستوى فالق منخفض الزاوية. قد يشتمل الهيكل الناتج على الطيات الراكبة واسعة النطاق، وقص على مستوى الفالق،  ومداخن الدسر المزدوج والفنستر والكليبي .
ينبع المصطلح (بالفرنسية: Nappe) من الكلمة الفرنسية لـ مفرش المائدة في إشارة إلى مفرش المائدة المجعد الذي يُدفع عبر طاولة.

## التاريخ
تعد أحزمة الطيات المغتربة أو فرش الدسر ميزة رئيسية في جبال الألب الأوروبية والكاربات والبلقان. منذ القرن التاسع عشر، اكتشف العديد من الجيولوجيين مناطق ذات طيات مغتربة ثقيلة واسعة النطاق. أُثبت البعض منها مع أدلة علم الأحياء القديمة. طوّر مارسيل الكسندر برتراند هذا المفهوم، والذي كشف التاريخ التكتوني المعقد لجبال الألب وحدد الميزة باسم طية الدسر المغتربة ((بالفرنسية: nappe de charriage)) . أعاد تفسير الدراسات السابقة التي أجراها أرنولد إشر فون دير لينث وألبرت هايم في جبال غلاروس. أثّر عمله في سويسرا على إيشر وموريس لوغون. بعد عدة سنوات، حقق تشارلز لابورث في هيكل فريش الدسر في شمال غرب اسكتلندا. نقل لوجون فيما بعد أفكار الطيات المغتربة إلى الكاربات .

## بنية

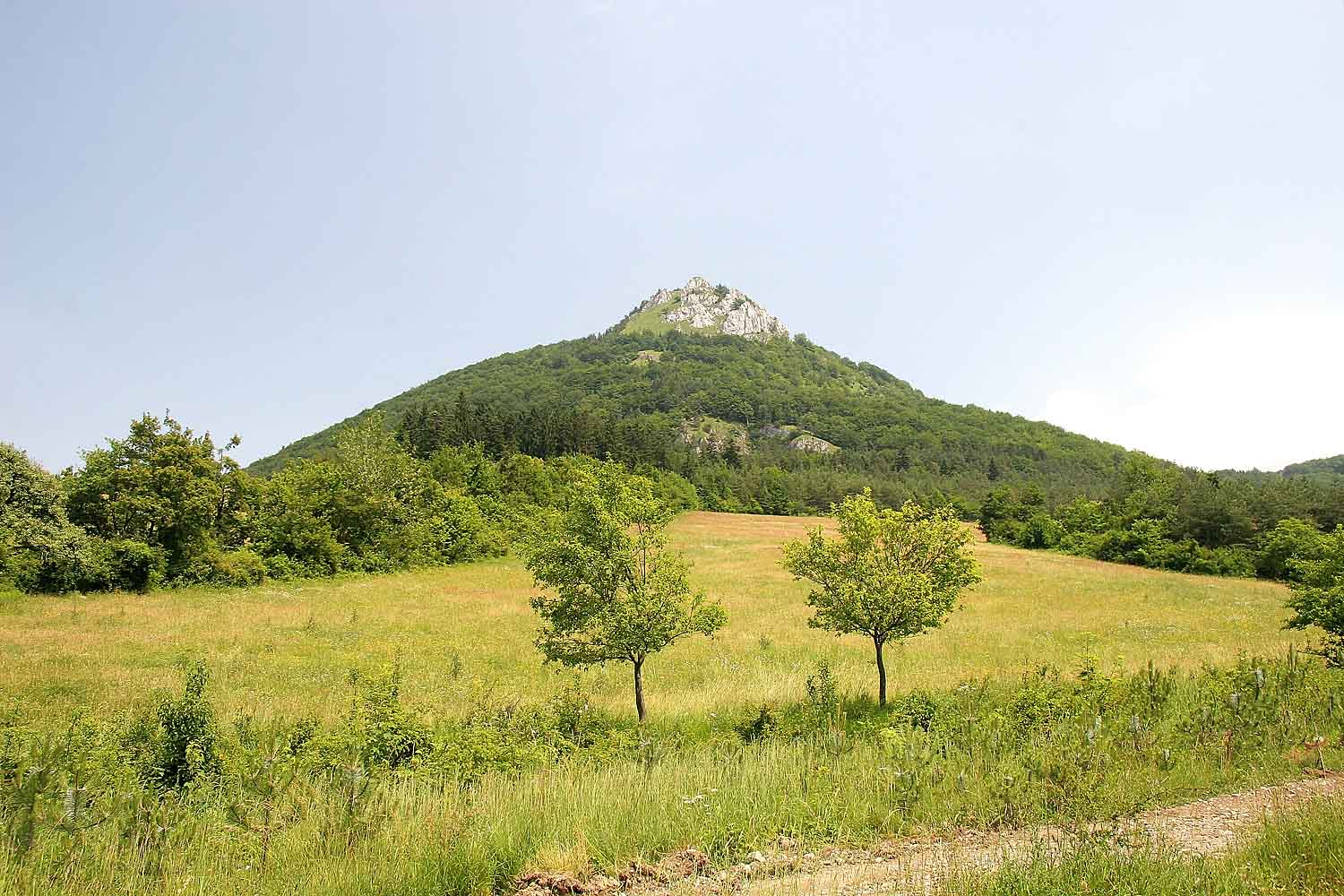
كليبي فريش هرونيكيوم، فيباك، جبال سترازوفسكي. سلوفاكيا

## آليات التمركز

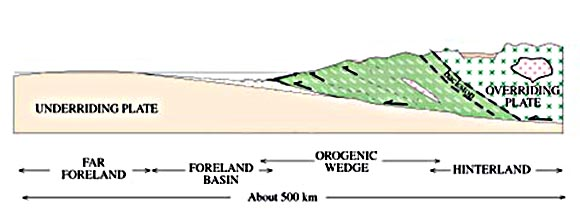
تقارب الصفائح التكتونية والإسفين الذري